# Bryher
Bryher (cornico Breyer, il posto delle colline) è la più piccola delle cinque isole abitate dell'arcipelago delle Isole Scilly; ha una lunghezza di 2 km, una larghezza massima di 1 km e una superficie di 134 ettari, compresa Shipman Head, che si eleva per 42 m all'estremità settentrionale dell'isola.
Bryher è situata a ovest di Tresco, da cui è separata dal Tresco Channel, un tempo il principale punto di approdo delle isole e che oggi lascia emergere i propri fondali sabbiosi durante le basse maree. Al largo dell'estremità meridionale di Bryher si trova l'isola disabitata di Samson. Durante le più estreme basse maree sizigiali, è possibile passare a piedi da una all'altra delle tre isole. La zona centrale dell'isola è per lo più pianeggiante, con campi arabili, pascoli e abitazioni, ed è l'area dove vive la maggior parte della popolazione. Sul versante occidentale si trova il lago di acqua salmastra denominato Great Pool, su cui si affaccia lo Hell Bay Hotel, mentre a sud si trovano spiagge sabbiose (elemento diffuso sull'isola), di cui Rushy Bay è un buon esempio. L'isola rientra nella Heritage Coast delle Isole Scilly, fa parte dell'"Area di Eccezionale Bellezza Naturale" delle Isole Scilly e il terreno non coltivato è affittato dal Ducato di Cornovaglia all'Isles of Scilly Wildlife Trust, che si avvale di pony e bestiame al pascolo per regolare le aree caratterizzate da crescita eccessiva, nell'ambito del progetto denominato Waves of Heath. Il nome dell'isola è registrato come Brayer nel 1336 e Brear nel 1500.

## Hell Bay

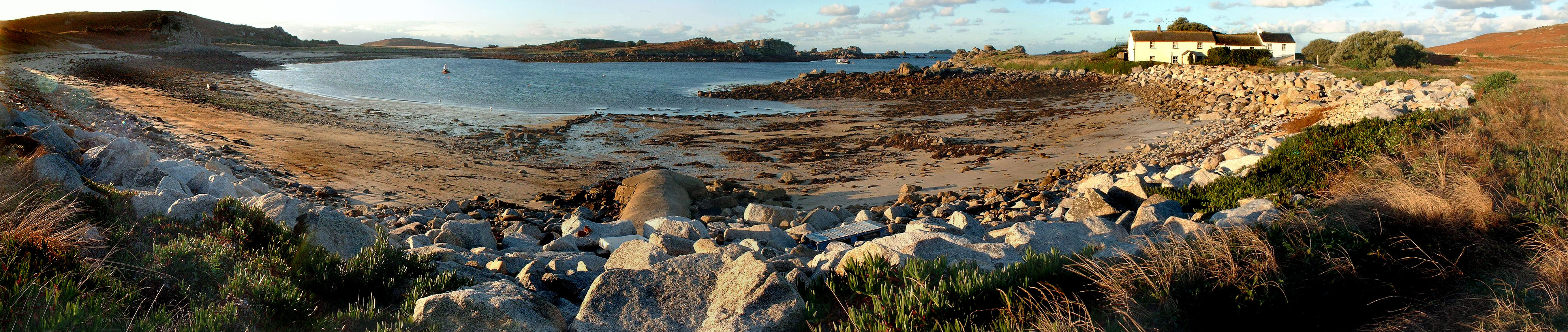
Hell Bay e Hell Bay Hotel.

Su Bryher si trova la tristemente famosa Hell Bay. Questa baia affacciata sull'Atlantico divenne celebre come presunto luogo di naufragi per tutto il XVIII e XIX secolo, sebbene le prove in merito siano scarse: la maggior parte delle navi di fatto fece naufragio prima di giungervi.

## Bar Quay
Nel centro dell'isola si trova il molo di Bar Quay, costruito nel 1990 da un gruppo di volontari nel corso del programma televisivo Challenge Anneka. Il molo è noto a molti isolani con il nome di Anna-Quay. Nel 2007 è stato sostituito da un nuovo molo in calcestruzzo, nell'ambito di un progetto di riqualificazione dei moli che ha riguardato l'intero arcipelago.

## Storia naturale
Su Bryher si trovano tre "Siti di Speciale Interesse Scientifico" (SSSI). Il sito Shipman Head e Shipman Down SSSI fu istituito nel 1971 e comprende oltre 40 ettari nella zona settentrionale dell'isola. Praterie marine bagnate dalle onde crescono su sottili suoli podzolici poggianti su granito ercinico. Le piante rare includono l'uccellina pinnata (Ornithopus pinnatus) e una specie rara nel Regno Unito, la sofora (Lotus subbiflorus); i licheni includono la polmonaria (Lobaria pulmonaria) e il Teloschistes flavicans.
Sul versante occidentale dell'isola si trova Great Pool, che fa parte del sito Stagno di Bryher e Popplestone Bank SSSI. Lo stagno è separato dal mare da una spiaggia e da un piccolo sistema di dune; si tratta dell'unica laguna salmastra naturale delle Scilly e ospita piante quali l'erba lucciola (Juncus gerardii) e la ruppia di mare (Ruppia maritima).
Nella zona meridionale dell'isola, un'area di 12 ettari è occupata dal sito Rushy Bay e Heathy Hill SSSI, che comprende alcune piante rare nel Regno Unito. Una specie caratteristica delle Isole Scilly è la viola di Kitaibel (Viola kitaibeliana), che non cresce in nessun altro luogo della Gran Bretagna; la specie è abbondante in alcune aree di Bryher e nel mese di maggio se ne possono contare a migliaia tra l'erba bassa e la sabbia nuda; sfortunatamente, nel 2008 una tempesta ha ridotto il numero delle piante. Piccole colonie si trovano anche su Tresco e su Teän. Su Heathy Hill crescono l'uccellina pinnata, l'ofioglosso delle Azzorre (Ophioglossum azoricum) e il viticcino autunnale (Spiranthes spiralis).

### Uccelli nidificatori
Shipman Head ospita sette specie di uccelli nidificatori:
- Gabbiano tridattilo (Rissa tridactyla)
- Gabbiano reale nordico (Larus argentatus)
- Mugnaiaccio (L marinus)
- Zafferano (L fuscus)
- Gazza di mare (Alca torda)
- Marangone dal ciuffo (Phalacrocorax aristotelis)
- Uccello delle tempeste europeo (Hydrobates pelagicus)

Il corriere grosso (Charadrius hiaticula) si riproduce su Shipman Down.

## Visitare l'isola
L'isola offre diverse possibilità di alloggio. Lo Hell Bay Hotel è ubicato nei pressi della costa sulla sponda occidentale. Ci sono guest-houses, appartamenti e un campeggio. Due moli (a seconda delle maree) sono utilizzati dalle imbarcazioni che trasportano i turisti tra Bryher e le altre isole, tra cui St Mary's e Tresco. In occasione di alcune basse maree è possibile andare a piedi da Bryher a Tresco e anche a Samson, l'isola disabitata posta immediatamente a sud. Un ancoraggio sicuro per piccoli yacht è offerto dal canale e da Green Bay.
Nella zona settentrionale dell'isola si trovano il Fraggle Rock Bar, il Vine Cafe e il nuovo (2011) Bryher shop.

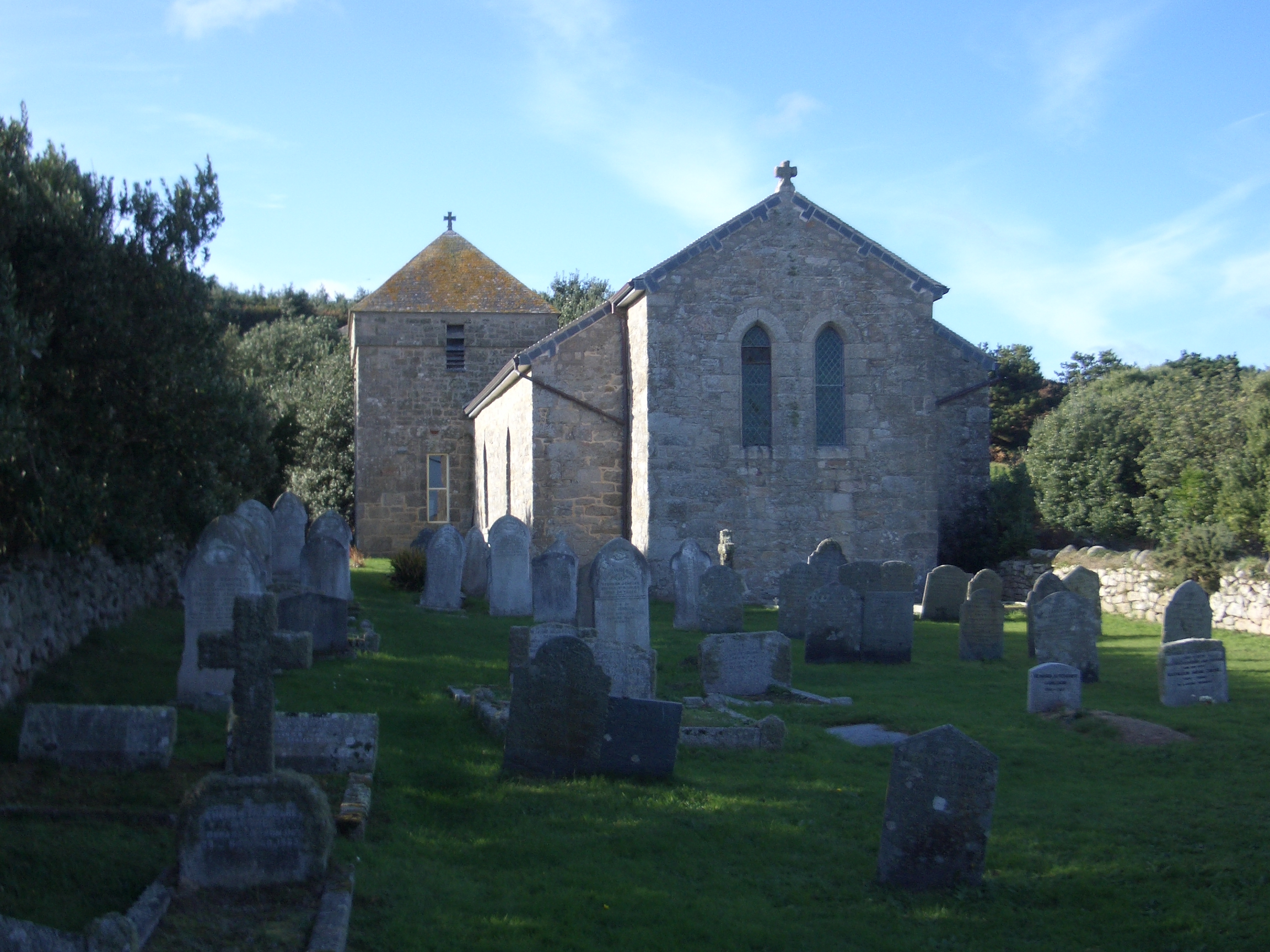
All Saints' Church

Sull'isola si trova la chiesa di All Saints'. Si tratta di una chiesa anglicana, che vanta il titolo di chiesa più occidentale delle provincie ecclesiastiche anglicane di Canterbury e di York.
La più antica testimonianza di una chiesa permanente su Bryher è il resoconto della dedicazione di un piccolo edificio a 'Dio e a tutti i Santi' da parte del Cappellano di St. Mary's, il reverendo Paul Hathaway, nel 1742: era grande all'incirca 8,5 m per 4,5 m ed era utilizzato anche dalla comunità di Samson.
la chiesa fu ingrandita nel 1822 da Christopher Strick, giungendo a ospitare 154 posti a sedere. Interventi di riparazione furono eseguiti nel 1832 e nel 1833.
Nella chiesa si può osservare un semplice fonte battesimale in granito datato 1861. Aggiunte e modifiche vennero apportate nel 1882 e furono aggiunti una nuova cancellata nel 1897 e un nuovo tetto (più alto di 2 metri rispetto al precedente) nel 1930. Le vetrate furono sostituite nel 2007.

## Bryher nel cinema e in televisione
Nel 1989 l'isola fece da scenario per alcune scene dell'adattamento televisivo del Viaggio del veliero, realizzato dalla BBC.
Quando vennero le balene, il film interpretato da Helen Mirren, Helen Pearce, Paul Scofield e David Suchet, fu girato su Bryher nel 1989.

## Bryher in letteratura
Bryher appare in numerosi libri: Il Naufragio dello Zanzibar, La Spada Addormentata e L'Isola delle Balene, tutti di Michael Morpurgo, e Hell Bay di Sam Llewellyn.

## Popolazione
| - 1841: 121 - 1851: 34 famiglie - 1861: 115 | - 1871: 104 - 1881: 103 - 1891: 91 | - 1901: 97 - 1911: 113 - 1921: 101 | - 1931: 64 - 1951: 117 - 1961: 66 | - 1971: 57 - 1981: 66 - 1991: 80 | - 2001: 92 - 2011: 78 |